# Аед мак Айнмуйрех

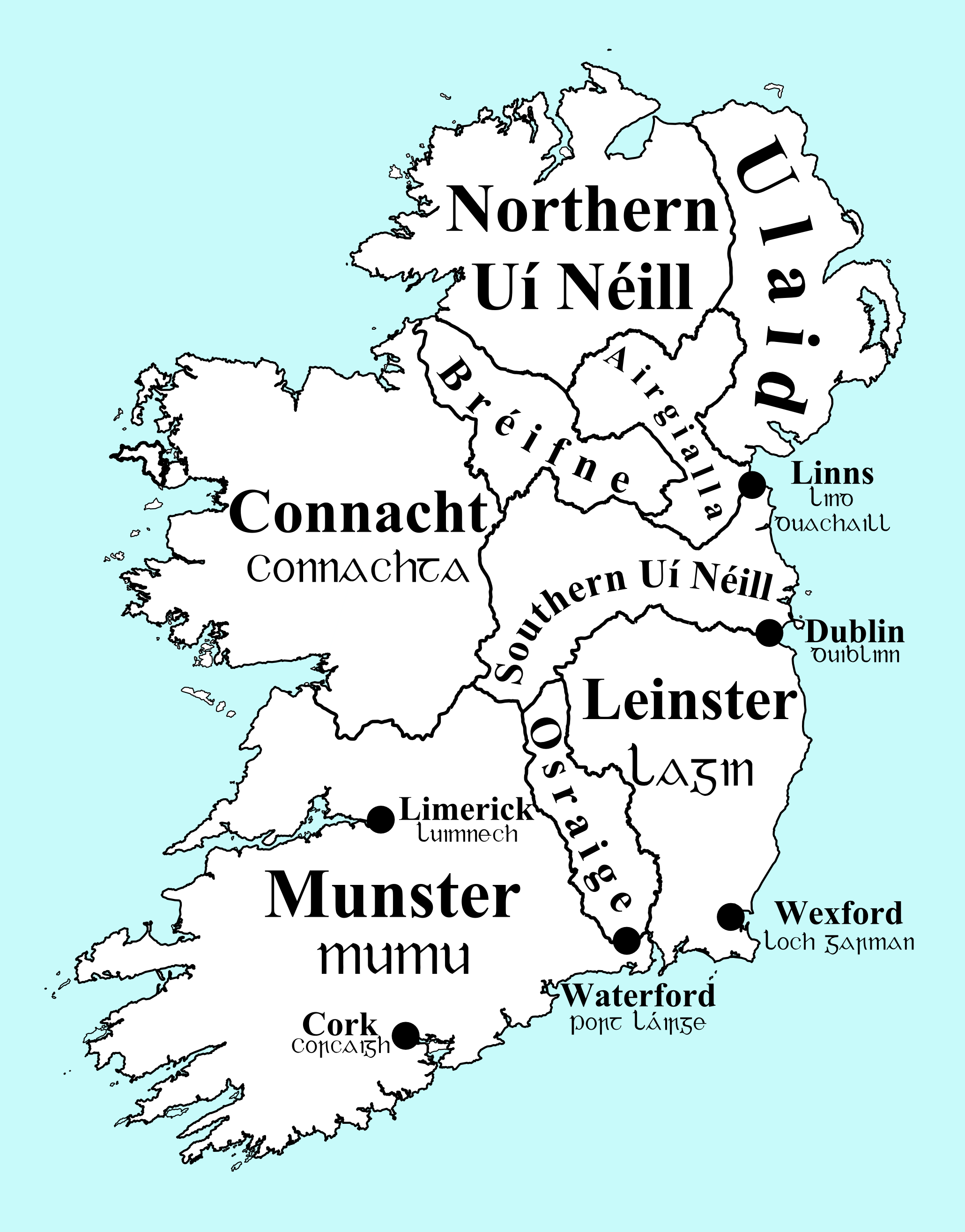
Карта Ірландії в добу раннього середновіччя. Показані особисті володіння північних та південних О'Нілів.

Аед мак Айнмуйрех — (ірл. — Áed mac Ainmuirech) — верховний король Ірландії. Час правління: 568—594 роки. За іншими джерелами — правив до 598 року. Представник північної гілки королівського клану О'Нілів (Уа Нейлів): належав до роду Кенел Конайл (ірл. — Cenél Conaill). Був родичем відомого ірландського святого Колумби з Йони (ірл. — Columba Iona). Був сином Айнмуйре мак Сетнай (ірл. — Ainmuire mac Sétnai) — попереднього верховного короля Ірландії.

## Прихід до влади
Прийшов до влади після смерті останнього короля Ірландії, що дотримувався язичницьких традицій щодо правління «королів Тари» — Діармайта мак Кербайлла (ірл. — Diarmait mac Cerbaill), що помер у 558 році. Після смерті цього короля не ясно, чи визнавали в Ірландії насправді як верховних королів тих правителів, які зазначаються в літописах. Також не ясно чи сучасники визнавали Аед мак Айнмуйрех як верховного короля Ірландії. VI століття в Ірландії знаменувалося постійною боротьбою за владу двох гілок клану О'Нілів — північних та південних О'Нілів — гілок Кенел н-Еогайн та Кенел Конайл (ірл. — Cenél nEógain, Cenél Conaill). Відповідно, ворогуючі клани не визнавали легітимність королів з іншої гілки. Історикам важко відокремити правління Аеда мак Айнмуйреха від правління його двоюрідного брата — Баетана мак Ніннеда (ірл. — Báetán mac Ninneda). У різних літописах вказується різний час правління цих королів. При цьому обидва ці королі не вказуються у літописі «Балє Хунь» (ірл. — Baile Chuinn) — літопис, що датується VII століттям, але вважається, що цей літопис був складений упереджено, і окремі верховні королі Ірландії з нього були навмисно викинуті. Спірним лишається питання чи мав реальну владу верховного короля Баетан мак Кайлілл. Не виключено, що в ті роки реальним правителем Ірландії був король Ольстера Дал Фіатах (ірл. — Dal Fiatach). Але в будь-якому випадку в історичності короля чи особи Аеда мак Айнмуйреха історики не сумніваються.

## Військові союзи
Відомо, що Аед мак Айнмуйрех зустрічався з королем Аеданом мак Габрайном (ірл. — Áedán mac Gabráin) — королем Дал Ріади — ірландського королівства, що існувало на території нинішньої Шотландії. Це відбулось у 575 році на синоді чи конвенції в Друмкет (ірл. — Drumceat). Там було домовлено про військовий союз який організував святий Колумба — двоюрідний брат Аеда мак Айнмуйреха. Зближення Аеда та Аедана було обумовлено загрозою з боку Баетана мак Кайрілла з Дал Фіатах. Це в першу чергу служило інтересам Дал Ріади, що протистояла амбітним планам Баетана. І в цьому протистоянні союзники досягли успіху. Аед мак Айнмуйрех став верховним королем після цих подій, можливо у 576 році. Хоча, можливо, цей синод був скликаний пізніше, у 587 році, як це вказано у літописах Клонмаклойз (ірл. — Clonmacnoise). Навіть літопис Ольстера вказує дві дати смерті Баетана мак Кайрілла.

## Конфлікт з південними О'Нілами
Влада Аеда мак Айнмуйреха була вкрай нетривкою. Найбільшою загрозою був Колку мак Дамнайл (ірл. — Colcu mac Domnaill) з гілки О'Нілів Кенел н-Еогайн (ірл. — Cenél nEógain). Дійшло до збройного конфлікту — вони зітнулися в битві при Друйм Мейк Ерке (ірл. — Druim Meic Erce) — в місцевості, що нині зветься Друмгірк (сучасне графство Тирон) у 580 році. Колку був вбитий. Пізніше, у 586 році був вбитий Баетан мак Ніннеда в Лейм Ейх (ірл. — Léim Eich) за намовою Колмана Бека (ірл. — Colmán Bec) (помер у 587 році) з гілки південних О'Нілів, короля Уснеха, що теж претендував на трон верховного короля Ірландії. Для Аеда мак Айнмуйреха ця загроза минула, коли Колман був вбитий у битві під Белах Дахі (ірл. — Belach Dathi).

## Конфлікт з Ольстером
Наступною загрозою для Аеда мак Айнмуйреха з боку Ольстера був Фіахне мак Баетайн (ірл. — Fiachnae mac Báetáin) (помер у 626 році) з Дал н-Арайді (ірл. — Dál nAraidi). На з'їзді ірландських королів та вождів кланів в Друйм Кетт (ірл. — Druim Cett) з приводу справи Осрайге (ірл. — Osraige) обговорювали вплив Аеда мак Айнмуйреха на королівство Мюнстер. У 597 році Фіахне виграв битву під Сліаб Куа (ірл. — Sliab Cua) на території Мюнстера, перед тим Фіахне виграв боротьбу за Кіннахта Брега (ірл. — Ciannachta Brega) і тому, не виключено, що ще у 590 році Фіахта міг претендувати на трон верховного короля Ірландії.

## Конфлікт з Лейстером і загибель
Потім Аед мак Айнмуйрех мав конфлікт з королем Лейнстеру Брандубом мак Ехахом (ірл. — Brandub mac Echach) з клану О'Хейннселайг (ірл. — Uí Cheinnselaig) — королем який чинив опір О'Нілам. Згідно історичних переказів суперечка між верховними королями Ірландії та королівством Лейнстер періодично виникала через традиційну данину борома, яка була накладена на Лейнстер ще у І столітті і яку Лейнстер категорично відмовлявся платити. Король Брандуб вбив Куммаскаха (ірл. — Cummascach) — сина короля Аеда під Дун Бухатом (ірл. — Dún Buchat). Літописи розходяться щодо дати цієї події, можливо це був 597 рік. Аед мак Айнмуйрех почав війну проти Лейстеру, але зазнав поразки і був вбитий в битві при Дун Болг (ірл. — Dún Bolg) (сучасний Дунбойк — Dunboyke, що в графстві Віклоу. Сталося це чи то у 594 чи то у 598 році.

## Аед мак Айнмуйрех і церковна історія
Аед мак Айнмуйрех мав тісні контакти зі своїм двоюрідним братом, який ввійшов в історію як святий Колумба. Можливо, саме Аед доручив скласти панегірик після смерті святого і подарував землю для монастиря в Дарроу.